# Kathrin Klaas
Kathrin Klaas (ur. 6 lutego 1984 w Haiger) – niemiecka lekkoatletka, młociarka.

## Osiągnięcia
- 6. miejsce podczas mistrzostw Europy (Göteborg 2006)
- 24. miejsce podczas igrzysk olimpijskich (Pekin 2008)
- brązowy medal Uniwersjady (Belgrad 2009)
- 4. miejsce na mistrzostwach świata (Berlin 2009)
- 7. miejsce podczas mistrzostw świata (Daegu 2011)
- 4. miejsce podczas igrzysk olimpijskich (Londyn 2012)
- 4. miejsce podczas mistrzostw Europy (Zurych 2014)
- 6. miejsce podczas mistrzostw świata (Pekin 2015)
- 18. miejsce podczas igrzysk olimpijskich (Rio de Janeiro 2016)
- 11. miejsce podczas mistrzostw świata (Londyn 2017)

## Rekordy życiowe
- rzut młotem – 76,05 (Londyn 2012)